# Simó Alsina i Clos
Simó Alsina i Clos (Barcelona, 28 d'octubre de 1851 - 1920) va ser un escriptor i poeta català.
Va col·laborar en la publicació de diverses revistes. Va fundar i va dirigir La Rondalla (1871), La Honorata (1885) i La Tomasa (1888), a càrrec de la qual tan sols va estar en els deu primers números. Així mateix, va ser director literari de la Moda Española Ilustrada.
Fou secretari de la «Associació d'excursions Catalana» des de l'any 1882 i corrector de proves de la Renaixensa des que va començar a publicar-se diàriament.
Va rebre premis en diversos certàmens literaris celebrats arreu de Catalunya i a Montevideo.

## Selecció d'obres
Algunes de les seves obres més destacades van ser:
- Fullas seques (1875), poesies;
- Flores y espinas (1878), comèdia en tres actes i en vers, original; Estrenada en el Teatre de Jovellanos de Barcelona.
- El fill de la mort. Drama en quatre actes y en vers, estrenat ab bon èxit en lo Teatro Romea la nit de 23 de maig de 1883; (1883) Teatre Romea.
- Cuadros á la ploma (1886);
- La guerra, cuadro dramàtich basat en un episodi de la guerra civil. (1887) Estrenat al Teatre Català Romea;
- En Panxa Ampla (1888), arranjament d'una obra en francès, estrenat en el Teatre Novedades.
- Els Trescents del Bruch, comèdia en quatre actes en col·laboració amb altres autors.